# Vörå-Maxmo
Vörå-Maxmo (Vöyri-Maksamaa en finnois) est une ancienne commune de Finlande, créée le 1er janvier 2007 par la fusion de Vörå (ancienne municipalité) et de Maxmo, dans la région d'Ostrobotnie.
Elle a fusionné le 1er janvier 2011 avec la commune d'Oravais pour créer la ville nouvelle de Vörå.

## Géographie
Elle est bilingue à large majorité suédophone et compte un peu moins de 4 500 habitants. La nationale 8, le grand axe de l'ouest du pays, traverse la municipalité. La petite église en bois de Vörå, édifiée en 1626, est la plus ancienne du pays à être encore utilisée.